# Connor Heyward
Connor Heyward (Duluth, 22 gennaio 1999) è un giocatore di football americano statunitense che milita nei ruoli di fullback e tight end per i Pittsburgh Steelers della National Football League (NFL).

## Carriera

### Pittsburgh Steelers
Al college Heyward giocò a football a Michigan State. Fu scelto nel corso del sesto giro (208º assoluto) nel Draft NFL 2022 dai Pittsburgh Steelers. Segnò il suo primo touchdown nella settimana 13 contro gli Atlanta Falcons su una ricezione da 17 yard, riuscendo a tenere entrambi i piedi in campo nel retro della end zone. La sua stagione da rookie si chiuse con 12 ricezioni per 151 yard, disputando tutte le 17 partite, nessuna delle quali come titolare.

## Vita privata
Heyward è figlio dell'ex Pro Bowler della NFL Craig Heyward. Suo fratello maggiore, Cameron Heyward, un defensive tackle All-Pro, gioca anch'egli per gli Steelers.